# Camellia synaptica
Camellia synaptica är en tvåhjärtbladig växtart som beskrevs av Joseph Robert Sealy. Camellia synaptica ingår i släktet Camellia och familjen Theaceae. Utöver nominatformen finns också underarten C. s. parviovata.